# Bernardino del Agua
Bernardino del Agua est un peintre espagnol d'origine vénitienne, connu à partir de 1585 jusqu'en 1617. Il a été identifié avec le peintre Bernardino Veneciano qui travaille à l'Escurial.

## Biographie
Selon Juan Agustín Ceán Bermúdez, Bernardino del Agua est venu d'Italie en Espagne en 1585 pour faire partie de l'équipe de peintres de Federico Zuccaro, avec Antonio de Ancona, Antonio Rizi, pour participer à la décoration de l'Escurial. Après leur congédiement en juin 1586, il est resté en Espagne. Il a peut-être travaillé dans le monastère avec une autre équipe.
Entre juin 1612 et septembre 1613, il fait partie de l'équipe de Pellegrino Tibaldi qui travaille dans le cloître des Évangélistes du monastère de l'Escurial où il a peint quelques-unes des scènes du cloître. Il a peint l'architecture de l'Assomption de la Vierge et les arcs qui entourent les deux triptyques peints par Tibaldi sur la Crucifixion, la Résurrection et le Couronnement de la Vierge.
Avec Jerónimo de Cabrera, il a réparé les fresques du cloître. Les travaux de réparation de certaines de ces scènes, comme Les Trois Maries devant le tombeau du Christ ou celle de l'Apparition du Christ à sa mère.
Un dessin à la pierre noire, encre, plume et lavis brun, qui représentait Psyché devant Proserpine, avec l'inscription « Bernardino de/ del Agua / 601 », est conservé dans la Bibliothèque nationale d'Espagne et a été relié avec des fresques disparues de l'antichambre du Salon du roi du palais du Pardo, exécutées entre 1607 et 1609 par les Italiens Alejandro Semín et Julio César Semín.